# Estrogenový receptor

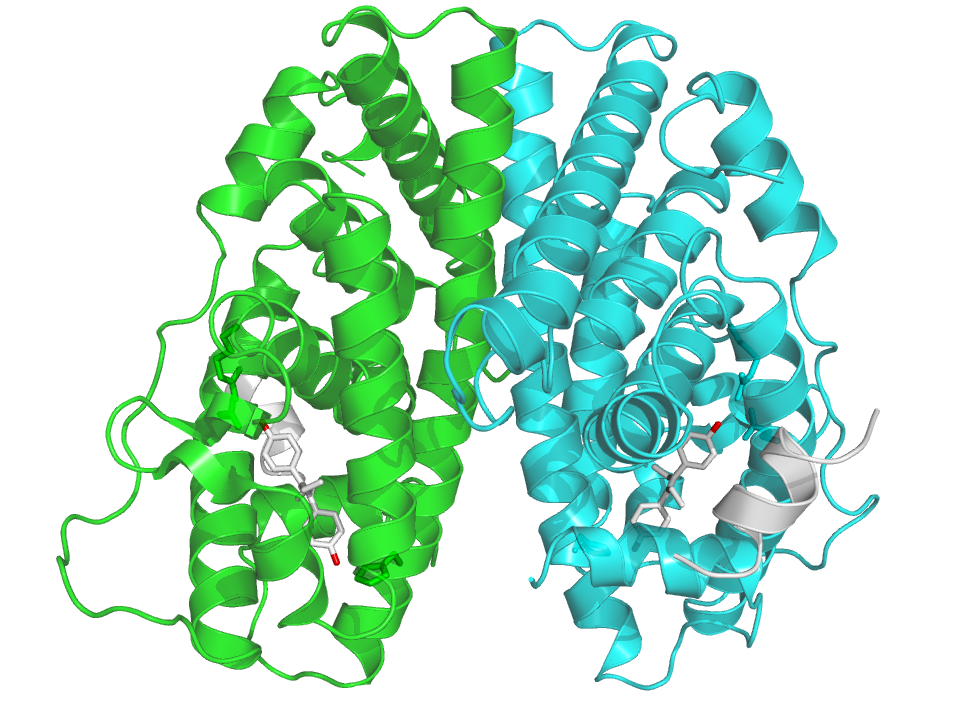
Estrogenní receptor α, dimer

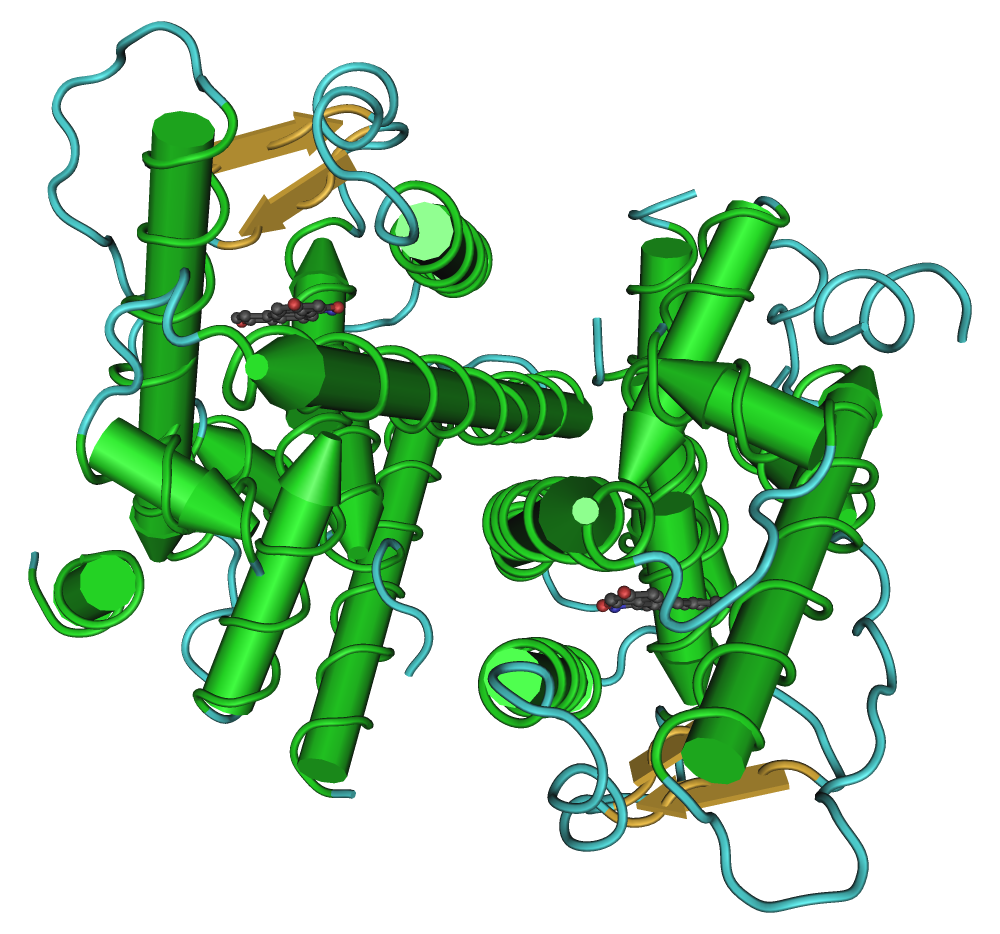
Estrogenní receptor β, dimer

Schéma estrogenních receptorů α a β

Estrogenové receptory (ER) jsou steroidní receptory přítomné v buněčném jádře obratlovců, na které se váže estrogen. Člověk a ostatní savci mají dva typy estrogenních receptorů, estrogenní receptor α (ERα, též ESR1) a estrogenní receptor β (ERβ, též ESR2). Oba receptory mohou vytvářet homodimery i společné heterodimery. Na estrogen ovšem reaguje reagovat i GPER receptor, což je speciální receptor spřažený s G proteinem. Všechny tyto typy receptorů se vyskytují i u dalších obratlovců včetně ryb.

## Funkce
Estrogenní receptory umožňují detekci estrogenu na specifických místech těla obratlovců. V klidovém stavu se nachází obvykle v cytosolu, zatímco po vazbě na ligand (estrogen) se aktivují, dimerizují a vstupují do buněčného jádra. Tam se vážou na sekvence DNA známé jako estrogen responzivní jednotky (ERE). Vazbu ovlivňují i další koregulátory (koaktivátory a korepresory).
Estrogen díky svým receptorům kontroluje rozmnožování, a to jak vývoj rozmnožovací soustavy, tak reprodukční chování. Nejznámější je nicméně vliv na vývoj samičích (ženských) pohlavních orgánů. Mimoto má i několik funkcí nesouvisejících s rozmnožováním, např. ovlivňuje kostní denzitu a sílu, hladiny krevních lipidů, ukládání tuku, vody a hospodaření se solemi, stejně jako některé vyšší mozkové funkce (vliv na paměť). Ovlivňuje však zřejmě i vývoj částí mužské rozmnožovací soustavy, např. zrání spermií.